# Dianella callicarpa
Dianella callicarpa là một loài thực vật có hoa trong họ Thích diệp thụ. Loài này được G.W.Carr & P.F.Horsfall miêu tả khoa học đầu tiên năm 1995.